# اس‌اس سیرا ونتانا (۱)
اس‌اس سیرا ونتانا (۱) (به انگلیسی: SS Sierra Ventana (I)) یک کشتی بود که طول آن ۱۴۰٫۰۰ متر (۴۵۹٫۳۲ فوت) بود. این کشتی  در سال ۱۹۱۲ ساخته شد.